# Змальдоне, Филиппо
Филиппо Змальдоне (Смальдоне, итал. Filippo Smaldone; 27 июля 1848, Неаполь — 4 июня 1923, Лечче) — святой Римско-Католической Церкви, основатель женской монашеской конгрегации «Салезианские сёстры Святейшего Сердца». Стал известен своей социальной работой с глухонемыми, слепыми и сиротами.
В 1871 году был рукоположён в сан священника. Уже во время обучения в семинарии начал заниматься социальной работой с глухонемыми. В 1885 году основал социальное учреждение для глухонемых в Лечче. Также работал со слепыми и сиротами. 
В 1923 году, в возрасте 75 лет, умер от диабета.
8 мая 1996 года был причислен к лику блаженных папой Иоанном Павлом II и 15 октября 2006 года причислен к лику святых папой Бенедиктом XVI.
День памяти — 4 июня.